# トリック (1999年の映画)
『トリック』（英: Trick）は、1999年に製作されたアメリカ合衆国の映画。
2000年7月21日に第9回東京国際レズビアン&ゲイ映画祭で上映された。同時上映は、ダヴィッド・フーリエ監督の『宇宙のチアリーダー』。

## キャスト
- ガブリエル：クリスチャン・ キャンベル
- キャサリン：トリ・スペリング
- ミッシー・パイル
- マーク：ジョン・ポール・ピトック
- リッチ：ブラッド・ベイヤー
- ジュヌヴィエーヴ：レイシー・コール